# Velimír Macharáček
Velimír Macharáček (29. dubna 1915 Židenice – 1. června 2010 Zlín) byl československý lékař a příslušník československé armády v zahraničí během druhé světové války.

## Život

### Před druhou světovou válkou
Velimír Macharáček se narodil 29. dubna 1915 v Židenicích, od roku 1919 brněnské čtvrti. Po dokončení studia na klasickém gymnáziu v Brně nastoupil v roce 1934 na Lékařské fakultě Masarykovy univerzity. Studium byl nucen přerušit díky uzavření českých vysokých škol Němci 17. listopadu 1939.

### Druhá světová válka
Velimír Macharáček opustil ilegálně Protektorát Čechy a Morava 3. ledna 1940 a přes Slovensko se dostal do Maďarska. Zde byl zatčen a uvězněn. V březnu 1940 se přihlásil do československé armády v zahraničí v Bělehradu a přes Řecko, Turecko, Sýrii a Libanon se dostal do Francie. Zde byl u vznikající československé jednotky prezentován 4. června jako příslušník roty doprovodných zbraní. Po pádu Francie se evakuoval do Velké Británie, kde mu bylo prezidentem Edvardem Benešem umožněno dokončení lékařských studií na Birminghamské a Oxfordské univerzitě. Ta zakončil 27. února 1943. Protože byl v československé zahraniční armádě nadbytek lékařů byl Velimír Macharáček 5. dubna 1943 opět rozhodnutím prezidenta republiky uvolněn pro službu v britské armádě. Zde absolvoval několik vzdělávacích kurzů a poté působil jako plukovní lékař u jednotek v jižní Anglii a jižní a jihovýchodní Asii. Zde setrval až do uzavření příměří 19. prosince 1945, poté se přesunul do Gambie. Demobilizován byl 10. února 1946.

### Po druhé světové válce
Po demobilizaci se Velimír Macharáček vrátil do Velké Británie a do 28. srpna 1946 pracoval pro britskou armádu v náborovém středisku ve Warwicku. Dne 1. října téhož roku se vrátil do Československa, byl povýšen na kapitána a propuštěn do zálohy. Začal pracovat na kožní klinice v Brně, v roce 1947 ještě využil britský program pomoci demobilizovaným vojákům a absolvoval půlroční stáž na kožní klinice v Liverpoolu. Po návratu na podzim toho roku začal pracovat v Gottwaldově jako ambulantní lékař a následně jako primář kožního oddělení a to až do roku 1983. Zastával rovněž funkci krajského dermatologa. V roce 1991 byl povýšen do hodnosti plukovníka ve výslužbě. Zemřel 1. června 2010 ve Zlíně.

## Publikační činnost
Velimír Macharáček publikoval četné statě na téma dermatologie, venerologie a kosmetiky v odborných časopisech a učebnicích.

## Ocenění

### Vyznamenání
- Pamětní medaile československé armády v zahraničí
- Britská medaile Za obranu
- Válečná medaile 1939–1945
- Barmská hvězda
- Hvězda 1939–1945
- 2009 Vyznamenání Zlaté lípy

### Další ocenění
- V roce 2002 obdržel Velimír Macharáček cenu města Zlína